# W. Wilson
W. Wilson war ein britischer Hersteller von Automobilen.

## Unternehmensgeschichte
Herr Wilson, der vor dem Ersten Weltkrieg Konstrukteur bei Coltman & Sons war, gründete 1922 das Unternehmen in Loughborough und begann mit der Produktion von Automobilen. Der Markenname lautete Wilson. 1923 endete die Produktion. Insgesamt entstanden nur wenige Exemplare.

## Fahrzeuge
Das einzige Modell war der 11,9 HP. Ein Vierzylindermotor von Dorman war vorne im Fahrzeug montiert und trieb über eine Kardanwelle die Hinterachse an. Das Getriebe hatte drei Gänge. Zur Wahl standen zweisitzige Karosserien zu einem Preis von 325 Pfund und viersitzige Tourenwagen für 450 Pfund.